# Superpuchar Turkmenistanu w piłce nożnej
Superpuchar Turkmenistanu w piłce nożnej (turkm. Türkmenistanyň Naýbaşy Kubogy) – mecz piłkarski pomiędzy aktualnym Mistrzem Turkmenistanu oraz zdobywcą Pucharu Turkmenistanu w danym sezonie (jeżeli ta sama drużyna wywalczyła zarówno mistrzostwo, jak i Puchar kraju – jej przeciwnikiem zostaje wicemistrz Turkmenistanu).
Mecz o Superpuchar Turkmenistanu rozgrywany jest przed rozpoczęciem sezonu lub po jego zakończeniu.
W spotkaniu o Superpuchar Turkmenistanu w przypadku remisu po upływie regulaminowego czasu gry przeprowadzona jest dogrywka, a jeśli i ona nie wyłoni zwycięzcę, to wtedy zarządzana jest seria rzutów karnych.
Rozgrywane są od roku 2005.

## Finały Superpucharu Turkmenistanu
| Sezon | Zdobywca          | Wynik              | Finalista           | Stadion, data                            |
| ----- | ----------------- | ------------------ | ------------------- | ---------------------------------------- |
| 2005  | HTTU Aşgabat      | 4-1                | Merw Mary           | Stadion Balkanabat, 4 grudnia 2005       |
| 2006  | Balkan Balkanabat | 3-2                | HTTU Aşgabat        |                                          |
| 2007  | Aşgabat FK        | 1-1 (k. 3-2)       | Şagadam Türkmenbaşy |                                          |
| 2008  | Merw Mary         | 3-2                | Aşgabat FK          |                                          |
| 2009  | HTTU Aşgabat      | 3-0                | Altyn Asyr FK       | Stadion Olimpijski, 21 listopada 2009    |
| 2011  | Balkan Balkanabat | 4-2                | Altyn Asyr FK       |                                          |
| 2012  | Balkan Balkanabat | 1-1 (po dogr. 2-1) | HTTU Aşgabat        |                                          |
| 2013  | HTTU Aşgabat      | 1-1 (k. 4-2)       | Balkan Balkanabat   | Stadion w Türkmenabacie, 5 kwietnia 2013 |
| 2014  | Ahal FK           | 4-2                | HTTU Aşgabat        | Stadion Aşgabat, 1 marca 2014            |
| 2015  | Altyn Asyr FK     | 3-0                | Ahal FK             | Stadion Köpetdag, 28 października 2015   |
| 2016  | Altyn Asyr FK     | 2-1                | Şagadam Türkmenbaşy | Stadion Aşgabat, 28 lutego 2016          |
| 2017  | Altyn Asyr FK     | 3-0                | Aşgabat FK          | Stadion Aşgabat, 1 marca 2017            |
| 2018  | Altyn Asyr FK     | 1-0                | Ahal FK             | Stadion Köpetdag, 20 czerwca 2018        |

## Statystyki
| Klub                | Zdobywca | Finalista | Lata triumfów          | Lata przegranych |
| ------------------- | -------- | --------- | ---------------------- | ---------------- |
| Altyn Asyr FK       | 4        | 2         | 2015, 2016, 2017, 2018 | 2009, 2011       |
| HTTU Aşgabat        | 3        | 3         | 2005, 2009, 2013       | 2006, 2012, 2014 |
| Balkan Balkanabat   | 3        | 1         | 2006, 2011, 2012       | 2013             |
| Aşgabat FK          | 1        | 2         | 2007                   | 2008, 2017       |
| Ahal FK             | 1        | 2         | 2014                   | 2015, 2018       |
| Merw Mary           | 1        | 1         | 2008                   | 2005             |
| Şagadam Türkmenbaşy | -        | 1         | –                      | 2007             |